# IC 1392
IC 1392 — галактика типу E-S0 (еліптична спіральна галактика) у сузір'ї Либідь.
Цей об'єкт міститься в оригінальній редакції індексного каталогу.